# Alice Nahon

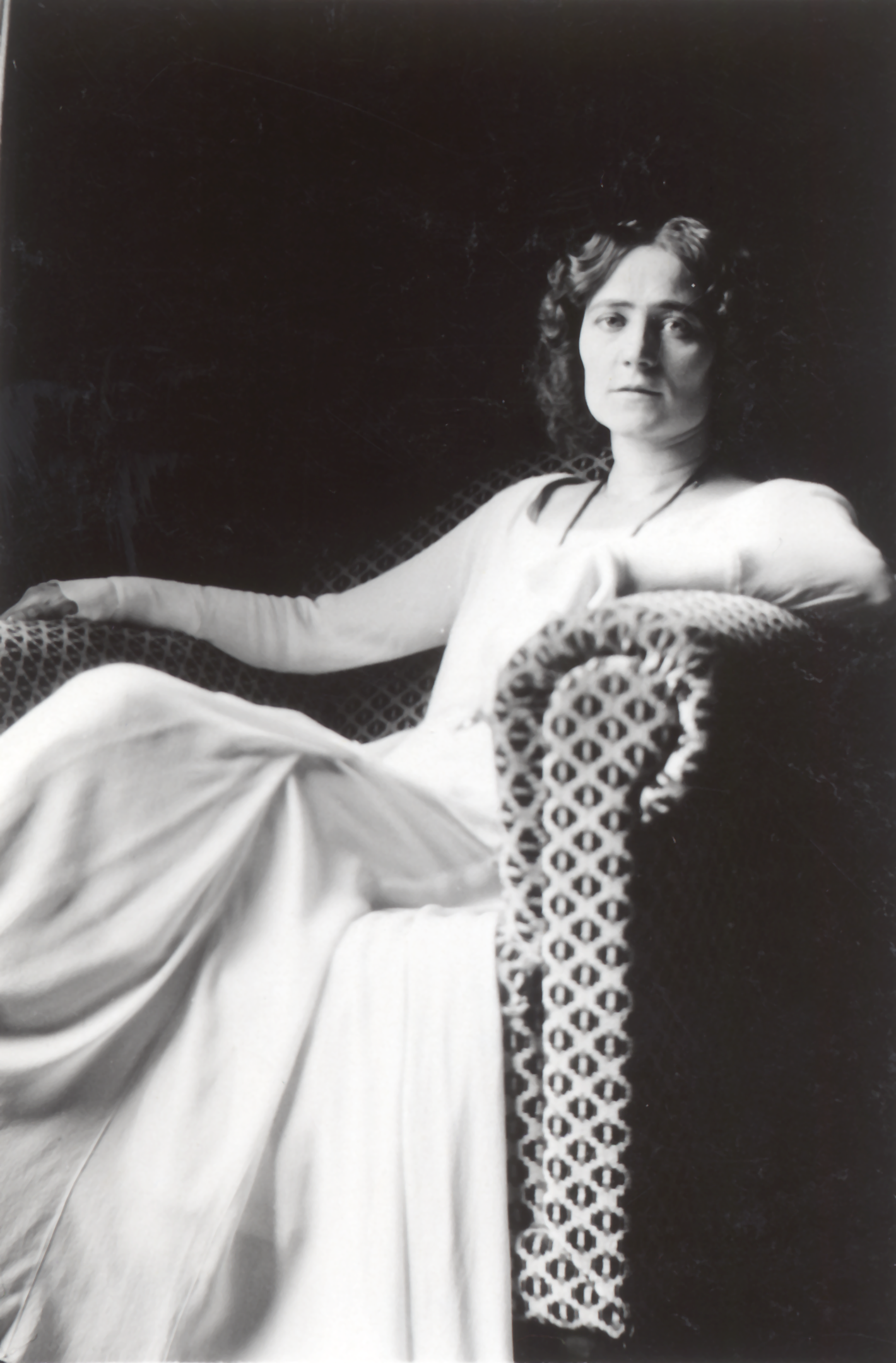
Alice Nahon

Alice Nahon (n. 16 august 1896, Antwerpen, Flandra, Belgia – d. 21 mai 1933, Antwerpen, Flandra, Belgia) a fost o scriitoare flamandă.

## Legături externe
Materiale media legate de Alice Nahon la Wikimedia Commons